# Pal Engjëlli
Pal Engjëlli (česky Pavel Anděl, lat. Paulus Angelus, 1416 – 1470) byl albánský římskokatolický duchovní, arcibiskup z Durrës (z Drače), kardinál a diplomat.

## Život
Pavel se narodil v roce 1416. O jeho životě se nezachovalo příliš mnoho informací. Patřil k blízkým spolupracovníkům a patrně i přátelům vojevůdce Skanderbega s nímž podnikl několik diplomatických misí. Není známo kdy obdržel kněžské a biskupské svěcení. Dne 19. března 1460 byl jmenován arcibiskupem durrësským. Po roce 1460 byl jmenován kardinálem.
Pavel se stal autorem první psané věty v albánštině. Patrně byl jmenován kardinálem ve třídě kardinál-kněz. Zemřel v roce 1470.